# ابلیسی بی‌چهره
ابلیسی بی‌چهره (انگلیسی: Fiend Without a Face) یک فیلم علمی تخیلی ساخت بریتانیا است که در سال ۱۹۵۸ میلادی ساخته شد. کارگردان این فیلم آرتور کرابتری است. این فیلم هیولایی که از یک داستان کوتاه اقتباس‌شده‌است موضوعی ترسناک را در بر می‌گیرد.